# 3698 Manning
3698 Manning este un asteroid din centura principală, descoperit pe 29 octombrie 1984 de Edward Bowell.